# 2017年罗杰·费德勒网球赛季
罗杰·费德勒（Roger Federer）的2017年网球赛季于霍普曼杯比赛正式开始（2017年1月2日），结束于2017年11月18日在ATP年终总决赛半决赛的失利。
这个赛季被认为是有史以来最伟大的复出赛季之一。费德勒的2016赛季因伤被迫提前报销，导致他在 ATP 排名中跌至世界第16位。 2017赛季标志着费德勒的复兴和成功的回归。费德勒赢得了澳网和温布尔登网球锦标赛两个大满贯冠军，这是自2009年以来他首次在单赛季赢得多个大满贯冠军。 费德勒本赛季共获得7个冠军头衔，这是自2007年以来的最高纪录，并且他以赛季54胜5负记录创下了自2006年以来的最好单赛季成绩。这些成就使2017赛季在统计数据上成为费德勒十多年来最成功的一个赛季。

## 年度总结

### 年初硬地赛季

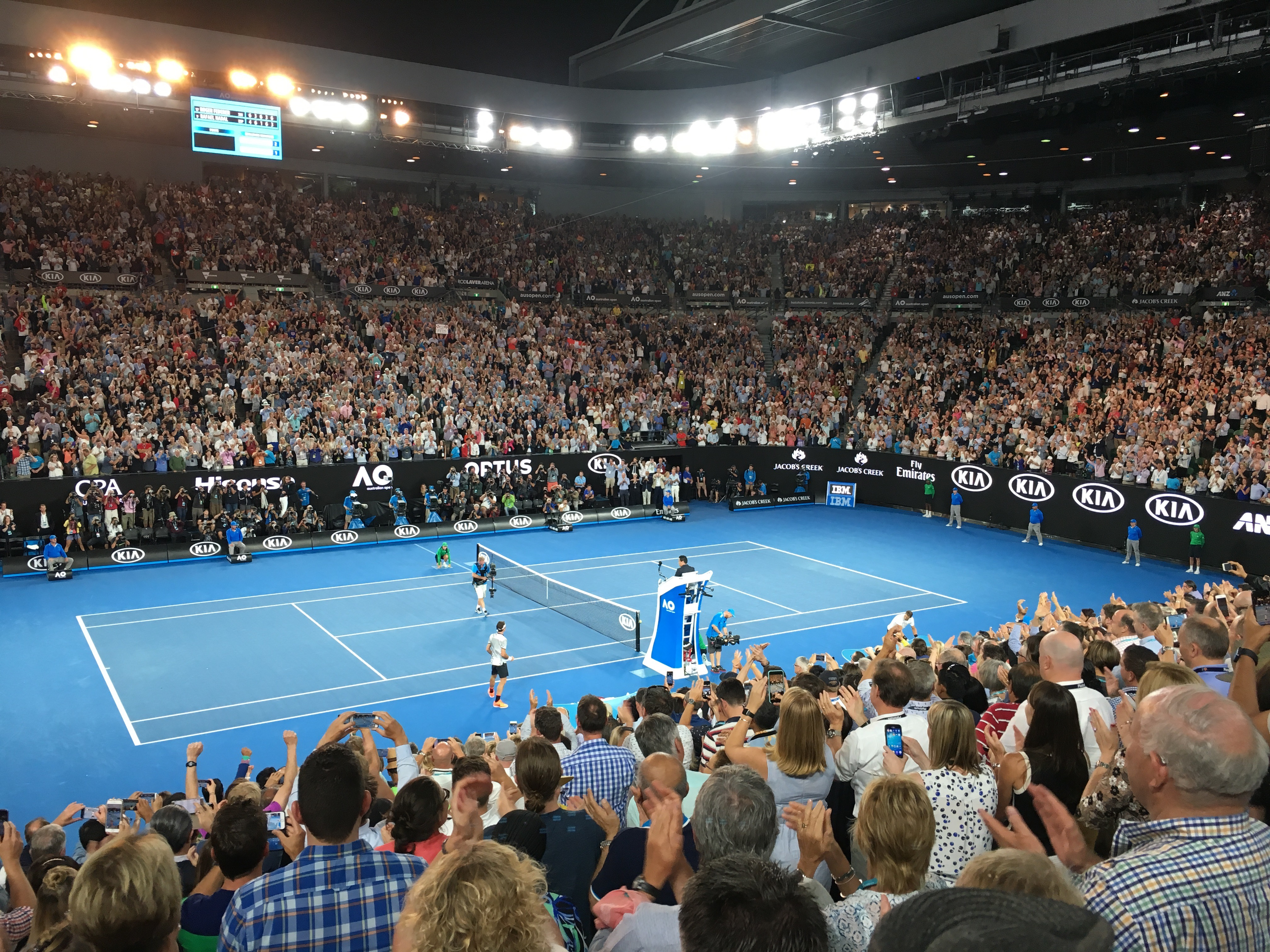
2017年澳网男单决赛。

#### 霍普曼杯
伤愈归来后，在澳大利亚公开赛之前，费德勒和贝琳达 · 本西奇代表瑞士参加了霍普曼杯的比赛。 他们在三场小组循环赛的比赛中赢得两场，最终小组排名第二没有进入最后的决赛。 在这项赛事的3场单打比赛，费德勒赢得了2场，另1场三盘抢七输给了亚历山大·兹维列夫。

#### 澳网公开赛
澳网是这一年的第一个大满贯赛事。费德勒一路晋级决赛，击败了多名世界排名前10的选手：托马斯 · 伯蒂奇、锦织圭和瑞士同胞斯坦 · 瓦林卡。在决赛中对阵他的劲敌拉斐尔 · 纳达尔。 自从2007年温布尔登决赛之后，纳达尔赢得了两人在大满贯比赛中的所有六次交手，包括他们在澳网的所有三次碰面（2009决赛， 2012半决赛，2014半决赛）。 决赛中，费德勒在第五盘（决胜盘）被率先破发后，连赢5局击败纳达尔取得了最终胜利，赢得了创纪录的个人第18个男子单打大满贯冠军。他也成为第一个在三个不同的大满贯赛事中各赢得至少五个单打冠军的男子选手。这场决赛同时也阻止了纳达尔成为公开赛时代第一个双圈全满贯（即在四大满贯中都至少两次夺冠）的男子选手。 费德勒之前在三个大满贯赛事中至少获得四个冠军头衔的记录也是无与伦比的。  费德勒在2017年澳大利亚网球公开赛夺冠路的全部7场比赛中，有三场比赛打满了五盘(第四轮对阵锦织圭，半决赛对阵瓦林卡，决赛对阵纳达尔) 。这场决赛是费德勒职业生涯中的第七场打满五盘的大满贯决赛，打破了比约恩 · 博格(Björn Borg)6次在大满贯决赛打满五盘的记录。 在赢得2017年澳大利亚网球公开赛的冠军后，费德勒的 ATP 世界排名从第17位上升到第10位。这是他在温网外的第一场对纳达尔的大满贯比赛胜利。

#### 迪拜网球锦标赛
返回迪拜后，费德勒在第一轮击败了贝诺·普耶尔，  但第二轮被世界排名第116和资格赛选手埃夫根尼•顿斯科伊（Evgeny Donskoy）击败。尽管第二轮中他在第二盘曾手握三个赛点，第三盘率先破发对手，并在第三盘抢七局中领先4分，但还是输掉了最终的比赛。 

#### 印第安维尔斯大师赛
费德勒在第二轮与第三轮比赛中直落两盘击败斯特凡 · 罗伯特和史蒂夫 · 约翰逊，与纳达尔在第四轮碰面。 费德勒以直落两盘获胜，这是他第一次对纳达尔取得交手三连胜。 他四分之一决赛的对手尼克·基里奧斯由于食物中毒退赛，费德勒得以直接进入半决赛，并在直落两盘击败杰克 · 索克后闯进决赛。 他在决赛中直落两盘击败了同胞斯坦 · 瓦林卡，赢得了创纪录的第五个印第安维尔斯冠军，也是他职业生涯中的第90个冠军。 赢得这个冠军后，费德勒的排名从第10位上升到第6位。 这是费德勒第七次不失一盘赢得大师赛冠军，而且在整个赛事中只被破发一次。 以35岁的年龄，他成为有史以来年龄最大的ATP1000系列大师赛的决赛出场者和冠军，超过了2004年在辛辛那提获得冠军的34岁的安德烈 · 阿加西。

#### 迈阿密公开赛
费德勒在第一轮轮空，第二轮直落两盘战胜青少年选手法蘭西斯·蒂亞弗。 他又以直落两盘击败了胡安·马丁·德尔波特罗和罗伯托·布迪斯塔-阿古特。 在四分之一决赛中，他在一场势均力敌的比赛中战胜了托马 · 伯蒂奇，并在第三盘抢七中挽救了两个赛点，为自己在2010年同站赛事第四轮输给伯蒂奇的比赛成功复仇。 在半决赛中，他以三盘抢七击败澳大利亚选手尼克·基里奧斯，来到决赛对阵纳达尔。 费德勒在直落两盘获胜，赢得了他的第三个阳光双冠（即单赛季背靠背在印第安威尔斯与迈阿密夺冠），连续第四次击败纳达尔。这是他第三次夺得迈阿密公开赛的冠军，也是他自2006年以来的首次问鼎。 这样一来，他就超越了自己之前刚刚在印第安维尔斯打破的记录，刷新有史以来赢得ATP1000大师赛冠军的年龄记录。 费德勒的排名也提高到世界第四。 赢得这项赛事后，他决定放弃整个红土赛季，包括法国网球公开赛。他最初计划参赛法网，但最终决定连续第二年放弃法网，以便为草地赛季做准备。

### 草地赛季

#### 斯图加特公开赛
在赢得迈阿密决赛后的第一场巡回赛比赛中，费德勒在第二轮比赛中三盘输给了汤米·哈斯，尽管他拿下了第一盘并在第二盘抢七中曾获得赛点。这是自2002年温网以来，他第一次在草场赛事的首场比赛中失利。

#### 哈雷公开赛
费德勒（Federer）击败了杉田悠一 ，米沙·兹维列夫 ，弗洛里安·梅耶和卡伦·哈恰诺夫进入决赛并且未失一盘。在决赛中，他击败亚历山大·兹维列夫，获得了创纪录的第九个哈雷（Halle）冠军头衔，也是他第三次不失一盘在哈雷夺冠。这使他与拉斐尔·纳达尔一起成为公开赛时代仅有的两个人在同一项赛事中赢得了九次即以上次数的冠军。 这项冠军也使费德勒追平纳达尔18次获得ATP 500冠军的历史记录。

#### 温布尔登
在第一轮比赛中，费德勒的对手亚历山大·多尔戈波洛夫因伤中途退赛。 尽管如此，费德勒在第一轮比赛中仍然发出了他职业生涯中的第10000记 Ace球。 随后，他又击败了杜尚·拉约维奇、米沙·兹维列夫和迪米特洛夫，不失一盘闯进温网四分之一决赛。第15场在八强赛中出场也是温网的历史记录。 在去年（2016年）的半决赛中，费德勒输给了米洛斯 · 拉奥尼克，但今年他直落三盘成功复仇战胜对手闯进半决赛。这是他第12次进入温网半决赛，也是温网的历史记录。在半决赛中，他直落三盘击败托马斯· 伯蒂奇 ，进入了自己的第11场温网决赛。 在决赛中，费德勒直落三盘击败马林 · 西里奇，赢得了第8个温布尔登男子单打冠军，超越了威廉 · 伦肖和皮特 · 桑普拉斯（7次温网夺冠），这也是他的第19个大满贯单打冠军。 在1976年的比约恩 · 博格之后，他成为公开赛时代第二个在不失一盘的情况下赢得温布尔登网球锦标赛冠军的男选手。 在获胜之后，他和纳达尔一起获得了ATP年终总决赛资格，这是他第15次获得年终总决赛参赛资格，之前他已6次在年终总决赛夺冠。

### 北美硬地赛季

#### 加拿大公开赛
费德勒宣布他将自2011年以来首次重返蒙特利尔参赛。由于安迪·穆雷未参赛，他成为这项赛事的二号种子，这也是自2011年蒙特卡洛大师赛以来的第一项纳达尔和费德勒作为前两号种子的赛事。费德勒在第二轮比赛直落两盘击败加拿大人彼得·波兰斯基。从慢热状态中恢复过来之后，他在第三轮中击败了大卫·费雷尔（David Ferrer），将他与费雷尔之间的职业生涯交手记录提高到17-0。然而，他在这场比赛中输掉了第一盘，结束了他连续赢得32盘的记录。他在四分之一决赛中直落两盘击败西班牙人罗伯托·包蒂斯塔·阿古特，并将对阵包蒂斯塔·阿古特的交手记录改写为为7-0。在半决赛中，他击败了荷兰人罗宾·哈塞，闯进了本赛季的第六项赛事决赛。费德勒在决赛中背伤复发，并直落两盘输给了亚历山大·兹维列夫。

#### 辛辛那提大师赛
在蒙特利尔决赛失利后，他来到了辛辛那提，但因为背伤复发不得不退出本项赛事，错过了重返第一的机会。 

#### 美国网球公开赛
费德勒在蒙特利尔遭受背部受伤后重返纽约。作为第三号种子，他与拉菲尔·纳达尔位于签表的同一半区，两人都有机会在美网后重返世界第一。在第一轮比赛中，他面对美国青少年选手弗朗西斯·蒂亚弗，并鏖战五盘取得胜利。这是他自2000年以来首次在美网首轮被带入五盘比赛。第二轮费德勒对阵俄罗斯选手米哈伊尔·尤日尼，并最终再次鏖战五盘击败对手，将与对手的交手记录提高到17-0。这是他职业生涯中第一次在大满贯的第一轮和第二轮中连续打满五盘。在第三轮比赛中，他轻松地直落三盘战胜西班牙人菲里西亚诺·洛佩兹，将将与他的交手记录提高至13-0。在这场比赛中，费德勒超越克罗地亚人戈兰·伊万尼塞维奇的10131次发出Ace球的记录，成为史上发出第二多Ace球的球员。他在第四轮比赛中以直落的比分击败德国选手菲利普·科尔施赖伯并将与对手的交手记录改写为12-0 。在四分之一决赛中费德勒与阿根廷的德尔波特罗相遇，并四盘输给了对手。在与德尔波特罗的比赛后，费德勒表示自己的背部是相对健康的，但对于这场比赛来说状态还不够好，并解释说他在整届美网赛事中的击球准确性都不够稳定。

### 亚洲赛季

#### 上海大师赛
费德勒以直落三盘击败迪亚哥·塞巴斯蒂安·施瓦兹曼、亚历山大·多尔戈波洛夫和里夏爾·加斯凱开始了他在上海的征程。在与胡安·马丁·德尔波特罗的半决赛中，费德勒以3盘的比分战胜对手，最终在决赛中击败纳达尔，赢得个人第94个冠军，追平伦德尔并列公开赛年代以来赢得第二多冠军的球员。 他连续第五次击败了他的劲敌纳达尔。 他还刷新了自己保持的有史以来赢得大师赛冠军的年龄最大的男选手的记录。决赛中战胜纳达尔是费德勒在ATP1000大师系列赛中的第350场胜利。

### 欧洲室内硬地赛季

#### 瑞士室内公开赛
返回巴塞尔后，费德勒连续击败了弗朗西斯·蒂亚弗和伯诺瓦·帕尔雷 。凭借这一胜利，费德勒进入了四分之一决赛，并打满三盘击败了阿德里安·曼纳里诺，然后在半决赛中击败了大卫·高芬，与胡安·马丁·德尔波特罗在决赛中相遇。在决赛中，费德勒在输掉首盘抢七后，苦战三盘逆转对手。这是他的第95个职业赛事冠军头衔，也是他在巴塞尔的第8个冠军。

#### 巴黎大师赛
费德勒原本计划参加巴黎大师赛，但由于背伤在首轮比赛前退赛。 

#### ATP总决赛
费德勒以二号种子参加了ATP年终总决赛，并在与杰克·索克，亚历山大·兹维列夫和马林·西里奇的三场小组循环赛中均获胜。在半决赛中，尽管他率先赢得首盘，但连失两盘中被大卫·高芬击败，以年终世界第二的成绩结束了他的2017赛季。